# Аношкин, Максим Григорьевич
Макси́м Григо́рьевич Ано́шкин (14 августа 1914, Луньга, Ардатовский уезд, Симбирская губерния, Российская империя ― 28 августа 2002, Волжск, Марий Эл, Россия) — сеточник, старший машинист, мастер Марийского бумажного комбината (1937―1942, 1945―1974). Заслуженный рационализатор РСФСР (1969). Участник Великой Отечественной войны. Член КПСС.

## Биография
Родился 14 августа 1914 года в селе Луньга ныне Ардатовского района Мордовии.
С 1937 года ― в посёлке Лопатино Марийской АССР (ныне ― г. Волжск) на строительстве Марийского бумажного комбината: слесарь, с запуском первой машины ― сеточник, машинист, мастер.
В январе 1942 года призван в РККА. Участник Великой Отечественной войны: старшина артиллерийского парка 265 гвардейского миномётного полка 8 гвардейской механизированной колонны. Обеспечивал боевые подразделения полка боеприпасами. С фашистами сражался в районах Воронежа, Новороссийска, участвовал в боях за освобождение Будапешта, Вены. В 1945 году ― участник войны с Японией.  Дважды был ранен. Демобилизовался из армии в 1945 году. Награждён орденами Славы III степени, Красной Звезды и медалями, в том числе медалью «За боевые заслуги». 
После демобилизации вернулся на Марийский бумажный комбинат: в 1945― 1974 годах ― сеточник, старший машинист, мастер. Из 136 его рациональных предложений 111 были внедрены в производство!.
В 1969 году ему присвоено почётное звание «Заслуженный рационализатор РСФСР». Награждён орденом Трудового Красного Знамени, медалями и дважды ― Почётной грамотой Президиума Верховного Совета Марийской АССР.
Скончался 28 августа 2002 года в Волжске.

## Звания и награды

### Трудовые
- Заслуженный рационализатор РСФСР (1969)[1][2]
- Орден Трудового Красного Знамени (1966)[1][2]
- Медаль «За доблестный труд. В ознаменование 100-летия со дня рождения Владимира Ильича Ленина» (1970)
- Почётная грамота Президиума Верховного Совета Марийской АССР (1951, 1958)[1][2]

### Боевые
- Орден Славы III степени (21.02.1945)[4]
- Орден Красной Звезды (03.09.1944)[4]
- Медаль «За боевые заслуги» (20.02.1944)[4]
- Медаль «За победу над Германией в Великой Отечественной войне 1941—1945 гг.» (09.05.1945)[4]
- Медаль «За победу над Японией»[4]